# 曾貴海
曾貴海（1946年2月1日—2024年8月6日），臺灣醫師及客語詩人。

## 生平
曾貴海出生於高雄縣佳冬鄉（今劃分於屏東縣）。1965年進入高雄醫學院醫學系就讀，1966年與江自得、蔡豐吉、王永哲、吳重慶等人創立「阿米巴詩社」。1973年起行醫，1973年至1976年擔任臺北榮民總醫院胸腔內科住院醫師，1976年轉往臺灣省立高雄醫院並定居高雄市。1982年1月與葉石濤、鄭炯明、陳坤崙、許振江、彭瑞金等友人創辦南台灣第一本台灣文學雜誌《文學界》，1989年4月停刊。1991年7月創辦《臺灣文學》雜誌，擔任社長。
1988年，曾貴海擔任臺灣人權促進會高雄分會副會長，開始投身社會運動。1990年擔任臺灣環境保護聯盟高雄分會會長，1992年成立衛武營都會公園促進會並擔任召集人，1996年成立高雄市綠色協會並擔任首任會長。
1996年10月11日，建國黨公布，曾貴海擔任「推展委員會」高屏地區召集人；但曾貴海因理念不同而沒有繼續參與建國黨運作。1999年擔任鍾理和文教基金會董事長。2000年之後籌組台灣南社，2002年擔任台灣筆會第八屆理事長，後出任中華民國教育部本土教育委員會委員及行政院教育改革推動委員會委員。
2005年11月14日，曾貴海、黃昭堂、李喬、金恆煒、涂醒哲、王美琇、魚夫、吳錦發、陳郁秀、陳菊、吳樹民、文魯彬、林育卉、林世煜、李筱峰、戴寶村、江霞、阮銘與陳鵬雲在台大校友會館召開記者會，宣佈成立「台灣群俠護台灣」助選團，呼籲選民在2005年三合一選舉「以選票捍衛台灣主權」，同時也將督促陳水扁政府追求政治改革。
2006年6月18日，台灣社成立，已卸任台灣南社社長的曾貴海出任台灣社首任副社長。2006年7月17日，針對親綠學者715聲明〈民主政治和台灣認同的道德危機：我們對總統、執政黨和台灣公民的呼籲〉要求中華民國總統陳水扁辭職下台，曾貴海認為，應從制度、法律、道德面樹立典範，呼籲學者不要做「搖擺的狗」。
2007年4月27日中午，曾貴海與台灣南社副社長陳惠凰、國立中山大學資訊管理學系教授郭峰淵、建築師盧友義、城市光廊設計者林熺俊及民主進步黨高雄市議員蕭永達等將近20人在城市光廊舉行記者會，宣示加入「蘇貞昌之友會」（昌友會），支持蘇貞昌參加2007年民主進步黨總統提名選舉，而曾貴海被推選擔任昌友會會長；他們指控，謝長廷一再炫耀「高雄經驗」，漠視民間參與公共建設之成果，太過功利、不追求公益。
2007年5月7日上午，台灣社發布聲明，曾貴海辭去台灣社副社長。
2011年4月，曾貴海發起搶救屏東縣佳冬鄉張阿丁宅（張家商樓）行動，成立搶救張阿丁宅行動聯盟，並舉辦募款音樂會。2014年4月，屏東縣政府完成修復張阿丁宅。
2013年2月28日上午，曾貴海出席屏東縣政府二二八事件紀念音樂會，贈送以六堆地區白色恐怖受害者為主角的書《走出六堆的暗夜》給受難者家屬張林淑汝，並在屏東市中山公園二二八紀念碑前獻花。
2016年12月，獲時任總統蔡英文聘任為中華民國總統府國策顧問。
2018年第七屆臺中文學獎，臺中市政府文化局邀請方梓、方耀乾、王金選、平路、石德華、向陽、宇文正、吳晟、李如青、李勤岸、曹俊彥、陳幸蕙、陳憲仁、陳雨航、曾貴海、楊翠、楊錦郁、劉克襄、蔡素芬、蕭蕭、鍾永豐、鍾怡雯等國內作家、詩人組成本屆評審團。
2018年10月20日，民進黨在高雄市舉行「反併吞護台灣、反介入顧高雄」遊行，總統府國策顧問曾貴海說，最近很多2018年九合一選舉候選人暗中勾結中國大陸、放假消息騙選票，「他當選後，大街小巷都會插五星旗。五星旗插你家，你們甘願嗎？」
2024年8月6日凌晨，因病逝世，享壽78歲。

## 寫作風格
- 創作包括詩、散文、文論、自然書寫、歌詞，共五種。

- 曾貴海華、客、台語三種語言寫作，創作手法多元又富變化，其題材多元，文本觸及了日常生活、客家風采、自然書寫、歷史、生命哲學、後殖民書寫及信仰等主題。

- 其作品散見於南方各地的文學步道。也在2017年編製成文學音樂劇，在台中、台北國家劇院演出。

- 作品既融合了敘述抒情及短詩等多樣風格，是彰顯人間與土地的情詩。

- 其後殖民詩學及書寫是台灣詩人中少有的創作。

## 著作

### 詩集
- 《鯨魚的祭典》(詩集)，1983
- 《高雄詩抄》(詩集)，1986
- 《台灣男人的心事》(詩集)，1999
- 《原鄉．夜合》(客語詩集)，2000
- 《南方山水的頌歌》(詩集)，2005
- 《孤鳥的旅程》(詩集)，2005
- 《神祖與土地的頌歌》(詩集)，2006
- 《浪濤上的島國》(詩集)，2007
- 《曾貴海詩選》，2007
- 《湖濱沉思》(詩集)，2009
- 《畫面》(台語詩集)，2010
- 《色變》(詩集)，2013
- 《浮游》(詩集)，2017
- 《白鳥之歌》(詩選)，2018
- 《二十封信》(詩集)，2019
- 《寂靜之聲》(詩選)，2019
- 《航向自由》(詩選)，2019
- 《四季的眼神：曾貴海詩選集 （一）》(詩選)，2022
- 《再見等待碰見自由：曾貴海詩選集（二）》(詩選)，2022

### 自然及生態書寫
- 《被喚醒的河流》，2000
- 《留下一片森林》，2001

### 評論
- 《憂國》，2006
- 《戰後台灣反殖民與後殖民詩學》，2006
- 《台灣文化臨床講義》，2012
- 《曾貴海文論集》，2016

### 歌詞及戲劇
- 〈旅途〉(歌詞) ，2015
- 《築詩．逐詩》文學音樂劇 ，2017
- 《紀實音樂劇場-歸來去》文學音樂劇 ，2021

## 經歷
- 建國黨決策委員
- 高雄市綠色協會會長（1990-2000）
- 文學台灣雜誌社社長（1991-2003）
- 衛武營公園促進會創會會長（1994-1999）
- 鍾理和文教基金會董事長（1999-2012）
- 台灣南社社長（2000-2006）
- 台灣筆會會長（2002-2006）
- 笠詩社社長（2009-2019）
- 六堆文化藝術基金會董事長（2012-2016）
- 中華民國總統府國策顧問（2016-2023、2024）

## 成就獎項
- 吳濁流文學新詩獎（1985）
- 賴和醫療服務獎（1998）
- 高雄市文藝獎（2004）
- 台灣文學家牛津獎（2016）
- 客家終身貢獻獎（2017）
- 台灣醫療典範獎（2018）
- 「厄瓜多惠夜基國際詩歌節」第15屆Ileana Espinel Cedeño國際詩歌獎（2022）
- 被推薦角逐2023年諾貝爾文學獎 (2023)

### 褒揚令
2024年8月24日，於臺灣基督長老教會鹽埕教會舉辦告別追思禮拜，總統賴清德親自出席致意，並頒贈國策顧問聘書及褒揚令，由夫人黃翠茂及長子曾澤民代表接受，包括總統府秘書長潘孟安、監察院院長陳菊、文化部部長李遠、客家委員會主任委員古秀妃、教育部部長鄭英耀、高雄市市長陳其邁、屏東縣縣長周春米等出席致意。褒揚令全文為：

總統府國策顧問、醫師詩人曾貴海，智器才藻，溫毅淹雅。少歲卒業現高雄醫學大學，曾任高雄市立民生醫院內科主任、高雄基督教醫院副院長等職，規度完善教學體制，提升區域醫療水準，仁心良術，視病猶親。復宣勤筆耕，創辦《文學界》、《文學臺灣》雜誌，曉暢華、客、臺語，專擅詩、散文、文論，跨越族群語言藩籬，體現生命關懷赤忱；構築藝文交流園地，張拓自由創作視野，尤以《高雄詩抄》、《原鄉．夜合》、《被喚醒的河流》等稱頌，寄深旨遠，胸臆直抒；質樸洗練，理趣盎然。嗣投身原鄉公共事務，力促衛武營公園籌設，協成高屏溪環境整治；推動客庄古蹟保存，參預國民教育改革，訏謨淵運，梓里傳馨，夙享「南方綠色教父」美名。曾獲頒吳濁流文學獎、賴和醫療服務獎、客家終身貢獻獎、臺灣醫療典範獎、厄瓜多惠夜基國際詩歌節國際詩歌獎等殊譽。綜其生平，豐厚臺灣本土文學內涵，盡瘁社會公民運動發展，遺徽聲采，蓬島芳垂。遽聞溘然辭世，軫悼彌殷，應予明令褒揚，用示政府崇禮材彥之至意。

總　　　統　賴清德　　　　

行政院院長　卓榮泰　　　　